# Шкељзен Малићи
Шкељзен Малићи (алб. Shkëlzen Maliqi; Ораховац, 26. октобар 1947) албански је филозоф, политички аналитичар и критичар уметности са Косова и Метохије.

## Биографија
Рођен је 26. октобра 1947. године у Ораховцу, у тадашњој Народној Републици Србији. Отац му је из Призрена, а мајка из Ђаковице. Има две сестре и једног брата. Уписао је Основну школу „Вук Караџић” у Приштини, али је основно образовање завршио у Призрену због честе селидбе током детињства. Потом је уписао Гимназију „Иво Лола Рибар” у Приштини.
Аутор је седам књига и уредник часописа Fjala, Thema, MM и Art. Оснивач је и први председник Социјалдемократске партије Косова (1990—1993), оснивач и члан Хелсиншког одбора Косова (1990—1997), те један од оснивача и шеф Канцеларије Фонда за отворено друштво на Косову (1999—2001). Промотер је алтернативне уметничке сцене Косова и Метохије.